# 马勒雷布萨克
马勒雷布萨克（法語：Malleret-Boussac，法語發音：[malʁɛ busak]）是法国克勒兹省的一个市镇，位于该省北部，属于盖雷区。该市镇总面积25.43平方公里，2015年时的人口为203人。

## 人口
马勒雷布萨克人口变化图示